# Maria Josepha von Sachsen (1803–1829)

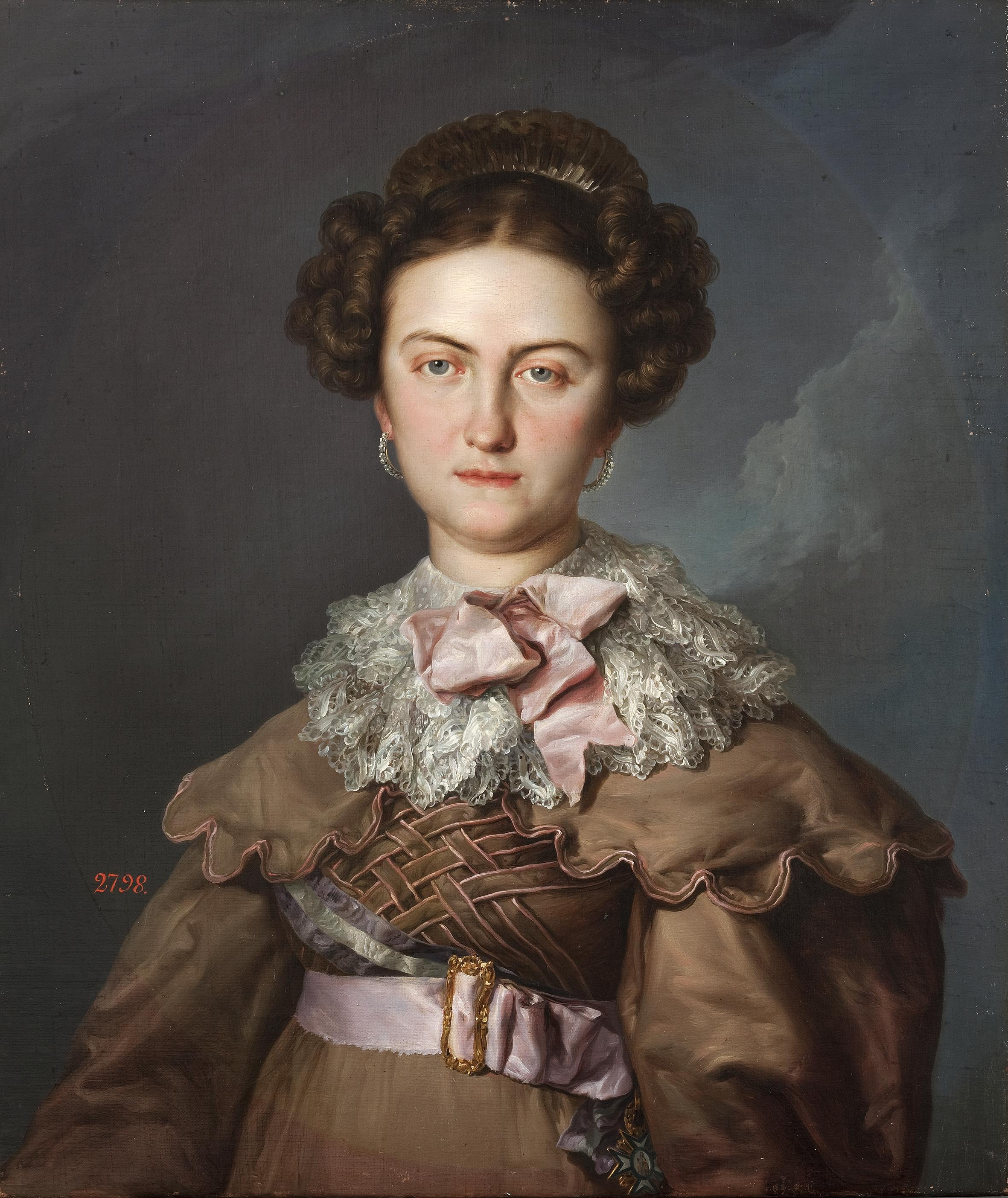
Prinzessin Maria Josepha Amalia von Sachsen, Königin von Spanien

Wappen der Maria Josepha von Sachsen, Königin von Sachsen

Prinzessin Maria Josepha Amalia von Sachsen, (spanisch: María Josefa Amalia de Sajonia), (Taufname: Marie Josepha Amalia Beatrix Xaveria Vincentia Aloysia Franziska de Paula Franziska de Chantal Anna Apollonia Johanna Nepomucena Walburga Theresia Ambrosia) (* 6. Dezember 1803 in Dresden; † 17. Mai 1829  in Aranjuez) war durch Geburt eine sächsische Prinzessin und durch ihre Heirat mit Ferdinand VII. von 1819 bis 1829 Königin von Spanien. Sie wuchs in Dresden auf, musste diese Stadt aber während der Napoleonischen Kriege mit ihrer Familie zweimal erlassen. Nach ihrer Heirat mit Ferdinand erlebte sie in Spanien politisch unruhige Zeiten und die damit verbundenen Machtkämpfe. Sie hielt sich aus der Politik völlig heraus und wurde in ihrer neuen Heimat als schüchterne, überfromme und triste Königin wahrgenommen. Wegen ihrer Unfruchtbarkeit konnte sie dem König nicht den gewünschten Nachwuchs gebären.

## Leben

### Abstammung, Kindheit und Jugend
Maria Josepha Amalia wurde als vierte und jüngste Tochter von Prinz Maximilian von Sachsen (1759–1838) und dessen erster Gemahlin, Caroline von Bourbon-Parma (1770–1804), einer Tochter von Herzog Ferdinand von Parma, in Dresden geboren. Nur drei Monate nach ihrer Geburt starb ihre Mutter am 1. März 1804. Die Obersthofmeisterin Friederika Louisa Marquise Piatti, geb. von Erdmannsdorf, übernahm die oberste Leitung der weiblichen Pflege der Kinder des Prinzen Maximilian und wohnte mit diesen in der dritten Etage des sogenannten Prinzen-Palais auf dem Taschenberg. Auch die Gräfin Carolina von Lamberg hatte Einfluss auf den sorgfältigen Unterricht, den Maria Josepha ebenso wie ihre sechs Geschwister erhielt. Mitunter lebte die junge Prinzessin auch im Schloss Pillnitz. Sie war übermütig, äußerst phantasievoll und nach zeitgenössischen Berichten schwierig zu erziehen.
Eine sehr enge Beziehung hatte Maria Josepha zu ihrem Bruder Johann, nachmaligem König von Sachsen. Sie verfasste schon in jugendlichem Alter in gewandter Sprache Gedichte, u. a. auf Schutzengel sowie anlässlich mehrerer Familienfeiern. Ihr Vater Maximilian war zwar ein liebevoller Vater, ließ aber keine Kontakte seines Nachwuchses zu anderen Kindern zu. Somit lebten Maria Josepha und ihre Geschwister nur im Familienkreis und hatten als Jugendliche erst zu lernen, mit fremden Personen umzugehen. In der Ära Napoleons musste die kurfürstliche Familie 1806 vor nahenden französischen Truppen nach Frankfurt am Main flüchten sowie im Frühjahr 1813 zunächst in Bayreuth und Regensburg, dann ab Oktober 1813 in Prag Zuflucht suchen, von wo sie im Juni 1815 wieder nach Dresden heimkehrte.

### Heirat mit Ferdinand VII. von Spanien
Nachdem ihre ältere Schwester Maria Anna im November 1817 den Großherzog Leopold II. von der Toskana geheiratet hatte, erfolgte knapp zwei Jahre später die Hochzeit Maria Josephas mit dem spanischen König Ferdinand VII. Dessen zweite Gattin Maria Isabella von Portugal war im Alter von nur 21 Jahren am 26. Dezember 1818 verstorben und der Monarch suchte zur Sicherung der Thronfolge eine neue Gemahlin. Er war durch seine Mutter Maria Luise von Bourbon-Parma der Cousin ihrer Mutter. Sein Gesandter, der Marqués de Cerralbo, stellte sich im März 1819 am Dresdner Hof vor und suchte unter den unverheirateten Töchtern Maximilians eine Braut für seinen König. Der spanische Diplomat entschied sich für die 15-jährige Maria Josepha und erkundigte sich nach ihrem Gesundheitszustand, woraufhin er die Auskunft erhielt, dass die Auserwählte eine robuste Konstitution besäße und somit beste Anlagen habe, dem spanischen König viele Kinder zu gebären.
Am 10. Juni 1819 überreichte der Marquis de Cerralbo der jungen Prinzessin ein kostbares Porträt Ferdinands VII. Die Verlobung wurde am 10. August feierlich erklärt. Hierauf erfolgte am 21. August die zeremonielle Vorfahrt des Gesandten und am folgenden Tag die Vermählungsdeklaration. Am 26. August wurde zu Ehren der scheidenden Prinzessin ein Fest veranstaltet und ein Granatbaum gepflanzt. Zwei Tage danach fand die Vermählung durch Prokuration statt, wobei der König von Sachsen, Friedrich August I., als Stellvertreter des Bräutigams fungierte. Am 29. August 1819 hörte sich Maria Josepha in der Dresdner Hofkirche ein Te Deum an und abends im Großen Opernhaus die von Gerhard Heinrich Jacobjan Stöckhardt stammende Kantate Albino und Tajo.
Nach Absolvierung der für sie ausgerichteten Festlichkeiten verließ Maria Josepha mit ihrem Gefolge am 31. August Dresden, durchreiste Chemnitz, Bayreuth, Heidelberg und erreichte in Rastatt die französische Grenze. Ihre weitere Route führte sie über Straßburg, Lyon, Montpellier nach Toulouse. Am 1. Oktober kam sie in Bayonne an. In der spanischen Grenzstadt Irun wurde sie am 3. Oktober einer spanischen Delegation übergeben. Ihr Gefolge machte sich nun auf den Rückweg. Nach dem Willen König Friedrich Augusts I. hatte Maria Josepha nicht einmal einen Beichtvater oder eine vertraute Hofdame mitnehmen dürfen, die ihr die Gewöhnung an ihre neue Heimat erleichtert hätten. Am 20. Oktober 1819 hielt sie ihren feierlichen Einzug in Madrid, und am gleichen Tag feierte sie ihre persönliche Hochzeit mit Ferdinand VII.

### Königin

#### Eheliche Beziehung
Königin Maria Josepha Amalia, die als schön und sanft beschrieben wird, gewann bald die Neigung des spanischen Königs. Zum allgemeinen positiven Befund über die sächsische Prinzessin gehörte aber auch die Feststellung, dass sie sich sehr ernst verhalte. Das Sprachidiom ihrer neuen Heimat hatte sie sich in Dresden in kurzer Zeit vor ihrer Abreise durch den täglichen Unterricht des dortigen Sprachlehrers Fromm angeeignet. Ferdinand VII. war 19 Jahre älter als sie, dicklich und litt öfters unter heftigen Gichtanfällen. Zwar hatte er einen schwierigen Charakter, war aber seinen beiden ersten Gemahlinnen ein zärtlicher Ehemann gewesen. Über die Entwicklung der Beziehung der beiden Ehepartner ist wenig bekannt, da der Großteil der Briefe Maria Josephas an ihre Familie in Dresden verschollen ist. In einigen erhaltenen Schreiben von 1827 nennt sie den spanischen König etwas reserviert „meinen Mann“, hebt jedoch auch ihre gegenseitige Zuneigung und identische politische Ansichten hervor. Indessen ist die von sächsischen Gesandten abgegebene Charakterisierung ihrer Ehe als völlig harmonischer Beziehung unglaubwürdig, da diese Diplomaten nur spärliche Nachrichten von der Königin selbst bekamen.
Wenig förderlich für die Beziehung des Königspaars war der Umstand, dass Maria Josepha keine – von Ferdinand VII. zum Fortbestand seiner Dynastie ersehnten – Kinder bekam. Offenbar war sie vor der Heirat nicht über den Vollzug des Geschlechtsverkehrs aufgeklärt worden. Laut einem hämischen Bericht des französischen Schriftstellers Prosper Mérimée sei die Königin in ihrer Hochzeitsnacht erschrocken, als Ferdinand VII. nackt in ihrem Schlafzimmer erschien und schreiend aus dem Raum gelaufen. Erst nachdem ihre Schwägerin Maria Francisca von Portugal Überzeugungsarbeit leistete, sei Maria Josepha wieder zum König zurückgekehrt, doch sei die Vollziehung der Ehe dennoch gescheitert. Danach habe sie sich geweigert, mit dem König zu schlafen, bis ein Brief des Papstes Pius VII. sie überzeugte, dass die sexuelle Beziehung zwischen Eheleuten der katholischen Ethik nicht widerspreche. Da sich weiterhin keine Schwangerschaft bei ihr einstellte, wurden viele Ärzte bemüht, um ihr zur Zeugungsfähigkeit von Kindern zu verhelfen. Sie musste deswegen die Kurorte Sacedón in der Provinz Guadalajara und Solán de Cabras in der Provinz Cuenca aufsuchen, deren Quellen die Eigenschaft zugeschrieben wurde, die menschliche Fruchtbarkeit zu steigern. Trotz aller Anstrengungen blieb auch die dritte Ehe Ferdinands VII. ohne Erben. In ihren letzten Lebensjahren war Maria Josepha sexuellen Handlungen so sehr abhold, dass der spanische König Papst Leo XII. ersuchte, die Königin zur Einhaltung ihrer Ehepflichten zu drängen.

#### Karitative und religiöse Tätigkeiten
Maria Amalia widmete sich in Spanien vor allem wohltätigen Werken, unterstützte Kranken-, Armen- und Erziehungshäuser in Madrid, Valencia, Barcelona und anderen Städten und führte ein sehr religiöses Leben, wobei sie häufig betete. Ein von ihr auf Spanisch verfasstes Gebetbuch wurde gedruckt. Allerdings hatte ihre karitative Arbeit einen eher bescheidenen Umfang.

#### Liberale Ära
Bald nach Maria Josephas Ankunft in Madrid brach in Spanien wegen wirtschaftlichen Niedergangs und anderen Ursachen ein von Oberst Rafael del Riego im Januar 1820 entfachter Aufstand gegen die absolutistische Herrschaft des Königs aus, der im März 1820 den Eid auf die liberale Verfassung von Cádiz leisten musste. Damit begann die bis 1823 währende Ära des Trienio Liberal, in der Ferdinand VII. seine absolute Macht verlor und als konstitutioneller Monarch herrschte. Vermutlich war die Revolution für Maria Josepha erschreckend; war sie doch bisher an die vom sächsischen König vertretenen Maximen eines gemäßigten Absolutismus gewöhnt, dagegen nicht mit einem politischen Systemwechsel durch eine Militärrevolte vertraut. Sie empfand die dreijährige von den Liberalen dominierte Epoche als unruhig und belastend. Selbst mischte sie sich in die Politik nicht ein.
Anfang Juli 1822 wurde eine Erhebung königstreuer Garden von der Nationalgarde unterdrückt und im Verlauf dieser Unruhen das königliche Schloss in Madrid belagert. Die Befürchtung der Königin, dass die in den Aufstand verwickelte Königsfamilie entmachtet würde, trat nicht ein. Dennoch belasteten die wiederkehrenden politischen Konfrontationen Maria Josepha und führten im Verbund mit der Enttäuschung über ihre ausbleibenden Schwangerschaften dazu, dass sie im Sommer 1822 eine Nervenkrise durchlebte, in der sie auch Krampfanfälle hatte. Ferner zeigte sie die Veranlagung für bestimmten Phobien; so wollte sie sich nicht durch dichte Menschenmengen drängen. Nach der auf Wunsch Ferdinands VII. erfolgten französischen Invasion in Spanien im April 1823 wurde die Königsfamilie in Cádiz gefangengesetzt. In dieser Situation soll Maria Josepha Amalia große Ruhe gezeigt und dadurch ihren Gatten ermutigt haben. Erst Ende September 1823 wurde Ferdinand VII. mit seinen Angehörigen freigelassen; die liberale Ära in Spanien endete.

#### Letzte Lebensjahre
Durch die gewaltsame Beseitigung des liberalen Regimes hatten sich die Gegensätze zwischen dem liberalen und royalistischen Lager weiter verschärft. Ferdinand VII. ordnete eine politische Säuberung an, der viele Liberale zum Opfer fielen. Da er andererseits auch gemäßigte Minister ernannte und die Inquisition nicht wieder einführte, kritisierten ultrakonservative Kreise, dass er nicht hart genug gegen Opponenten der absoluten Monarchie vorgehe und verlangten seine Abdankung zugunsten seines reaktionärer gesinnten Bruders Carlos. Dieser hatte im Gegensatz zu Ferdinand VII. auch männliche Nachkommen. Diese Lage trug wesentlich dazu bei, dass Maria Josephas Melancholie anhielt.
Eine große Freude bereitete es der Königin, dass ihr Vater und ihre Schwester Amalie sie am 3. Dezember 1824 in Madrid besuchten. Die sich bis Ende April 1825 erstreckende Visite war ihr letztes Wiedersehen. Amalie machte zwar Notizen über den Spanienaufenthalt in ihrem Reisetagebuch, ließ sich dabei allerdings kaum über Maria Josepha aus. Eine moderate Hofpartei wollte den Besuch der Verwandten der Königin zur Festigung ihrer Position gegenüber den Ultraroyalisten nutzen. Maria Josepha wies jedoch die Versuche dieser Partei zurück, sie für ihre Sache zu gewinnen, sondern hielt sich weiterhin von politischen Belangen fern.
Die Königin hielt nach wie vor ihre Korrespondenz mit ihrem Vater aufrecht. 17 liebevolle Briefe an ihn aus dem Jahr 1827 blieben erhalten. Wegen einem sich gefährlich ausbreitender Aufstand unzufriedener Royalisten in Katalonien reiste Ferdinand VII. im September 1827 in diese Region und verlangte von den Rebellen die Niederlegung ihrer Waffen. Daraufhin brach die Revolte rasch zusammen. Hinsichtlich der Abreise des Königs in das Aufstandsgebiet berichtete Maria Josepha in ihren Briefen an ihre Dresdner Verwandten von ihren Trennungsängsten. Nach dem Ende der Revolte begab sie sich zu Ferdinand VII. nach Valencia und begleitete ihn auf seiner darauffolgenden Tour durch Katalonien. Sie mochte die dabei erfolgten zahlreichen Treffen mit Würdenträgern nicht, und ihr missfiel auch die Besichtigung von Sehenswürdigkeiten. Ebenso wenig interessierte sie sich für Theater und Tanz, sondern sie präferierte ein zurückgezogenes Leben mit vertrauten Personen.
Während ihrer Zeit als Königin verfasste Maria Josepha viele Gedichte zu religiösen und politischen Themen auf Spanisch. Ihr längstes Poem, an dem sie bis 1826 schrieb, war ein Heldengedicht auf den bedeutenden, im 13. Jahrhundert regierenden kastilischen Monarchen Ferdinand III. Beim Verfassen der Gedichte war ihr der Staatsmann und Poet Juan Bautista Arriaza y Superviela behilflich. Auch las sie häufig, u. a. Werke von Friedrich Schiller und Theodor Körner, die sie in ihrem Nachlass hinterließ.

### Tod
Wahrscheinlich war Maria Josepha betrübt, dass sie die Erwartungen ihres Gatten hinsichtlich des von ihm ersehnten Nachwuchses nicht zu erfüllen vermochte. Diese Frustration trug wohl dazu bei, dass sie sich in ihrer letzten Lebenszeit sehr danach sehnte, ihren Vater und ihre Geschwister wiederzusehen. Noch kurz vor ihrem Tod zeigte sie sich trübsinnig darüber, dass ein solches Treffen unrealistisch war. Aus der Sehnsucht nach ihren Verwandten lässt sich ableiten, dass sie sich nicht ordentlich in Spanien eingelebt hatte. Außerdem erwuchsen am Hof Spannungen aus den Versuchen, Carlos anstelle seines Bruders Ferdinand zum König zu machen. Dabei konnte sogar die Gefahr einer Beseitigung Maria Josephas und ihres Gatten drohen.
Die genannten Faktoren trugen vermutlich stark zum sich Ende der 1820er Jahre verschlechternden Gesundheitszustand der Königin bei. Anfang Januar 1829 litt sie unter einer starken Halsentzündung, die mit hohem Fieber und Schlafstörungen einherging. Ärzte legten zur Bekämpfung der Erkrankung 24 Blutegel an Maria Josephas Hals an. Die Königin genas wieder, doch stellte sich bei ihr Ende April 1829 wieder ein Fieber ein. Außerdem hatte sie Kopfschmerzen und einen Husten. Die Ärzte führten diese Symptome auf eine Lungenentzündung zurück. Obwohl der Husten nachließ, hatte die Königin weiterhin Fieber und zudem Atembeschwerden. Sie verlor wiederholt das Bewusstsein und fing an, wirr zu sprechen. Die erneute Behandlung mit Blutegeln und die Verabreichung von Chinin blieben wirkungslos. Nach dem Empfang der letzten Ölung verstarb Maria Josepha am 17. Mai 1829 im Alter von 25 Jahren im Palast von Aranjuez. Die genaue Krankheit, der sie erlegen war, ist unbekannt. Sie wurde in Kapelle 7 des Pantheon der Infanten im Escorial beigesetzt.

## Vorfahren
| Ahnentafel von Maria Josepha von Sachsen | Ahnentafel von Maria Josepha von Sachsen                                                         | Ahnentafel von Maria Josepha von Sachsen                                                         | Ahnentafel von Maria Josepha von Sachsen                                                         | Ahnentafel von Maria Josepha von Sachsen                                                         | Ahnentafel von Maria Josepha von Sachsen                                                  | Ahnentafel von Maria Josepha von Sachsen                                                  | Ahnentafel von Maria Josepha von Sachsen                                                                   | Ahnentafel von Maria Josepha von Sachsen                                                         |
| ---------------------------------------- | ------------------------------------------------------------------------------------------------ | ------------------------------------------------------------------------------------------------ | ------------------------------------------------------------------------------------------------ | ------------------------------------------------------------------------------------------------ | ----------------------------------------------------------------------------------------- | ----------------------------------------------------------------------------------------- | --- | ------------------------------------------------------------------------------------------------ |
| Ururgroßeltern                           | König August II. (1670–1733) ⚭ 1693 Christiane Eberhardine von Brandenburg-Bayreuth (1671–1727)  | Kaiser Joseph I. (1678–1711) ⚭ 1699 Wilhelmine Amalie von Braunschweig-Lüneburg (1673–1742)      | Kurfürst Maximilian II. Emanuel (1662–1726) ⚭ 1695 Therese Kunigunde von Polen (1676–1730)       | Kaiser Joseph I. (1678–1711) ⚭ 1699 Wilhelmine Amalie von Braunschweig-Lüneburg (1673–1742)      | König Philipp V. (1683–1746) ⚭ 1714 Elisabetta Farnese (1692–1766)                        | König Ludwig XV. (1710–1774) ⚭ 1725 Maria Leszczyńska (1703–1768)                         | Herzog Leopold Joseph von Lothringen (1679–1729) ⚭ 1698 Élisabeth Charlotte de Bourbon-Orléans (1676–1744) | Kaiser Karl VI. (1685–1740) ⚭ 1708 Elisabeth Christine von Braunschweig-Wolfenbüttel (1691–1750) |
| Urgroßeltern                             | König August III. (1696–1763) ⚭ 1719 Maria Josepha von Österreich (1699–1757)                    | König August III. (1696–1763) ⚭ 1719 Maria Josepha von Österreich (1699–1757)                    | Kaiser Karl VII. (1697–1745) ⚭ 1722 Maria Amalia von Österreich (1701–1756)                      | Kaiser Karl VII. (1697–1745) ⚭ 1722 Maria Amalia von Österreich (1701–1756)                      | Herzog Philipp von Parma (1720–1765) ⚭ 1738 Marie Louise Élisabeth de Bourbon (1727–1759) | Herzog Philipp von Parma (1720–1765) ⚭ 1738 Marie Louise Élisabeth de Bourbon (1727–1759) | Kaiser Franz I. Stephan (1708–1765) ⚭ 1736 Maria Theresia (1717–1780)                                      | Kaiser Franz I. Stephan (1708–1765) ⚭ 1736 Maria Theresia (1717–1780)                            |
| Großeltern                               | Kurfürst Friedrich Christian von Sachsen (1722–1763) ⚭ 1747 Maria Antonia von Bayern (1724–1780) | Kurfürst Friedrich Christian von Sachsen (1722–1763) ⚭ 1747 Maria Antonia von Bayern (1724–1780) | Kurfürst Friedrich Christian von Sachsen (1722–1763) ⚭ 1747 Maria Antonia von Bayern (1724–1780) | Kurfürst Friedrich Christian von Sachsen (1722–1763) ⚭ 1747 Maria Antonia von Bayern (1724–1780) | Herzog Ferdinand von Bourbon (1751–1802) ⚭ 1769 Maria Amalia von Österreich (1746–1804)   | Herzog Ferdinand von Bourbon (1751–1802) ⚭ 1769 Maria Amalia von Österreich (1746–1804)   | Herzog Ferdinand von Bourbon (1751–1802) ⚭ 1769 Maria Amalia von Österreich (1746–1804)                    | Herzog Ferdinand von Bourbon (1751–1802) ⚭ 1769 Maria Amalia von Österreich (1746–1804)          |
| Eltern                                   | Maximilian von Sachsen (1759–1838) ⚭ 1792 Caroline von Bourbon-Parma (1770–1804)                 | Maximilian von Sachsen (1759–1838) ⚭ 1792 Caroline von Bourbon-Parma (1770–1804)                 | Maximilian von Sachsen (1759–1838) ⚭ 1792 Caroline von Bourbon-Parma (1770–1804)                 | Maximilian von Sachsen (1759–1838) ⚭ 1792 Caroline von Bourbon-Parma (1770–1804)                 | Maximilian von Sachsen (1759–1838) ⚭ 1792 Caroline von Bourbon-Parma (1770–1804)          | Maximilian von Sachsen (1759–1838) ⚭ 1792 Caroline von Bourbon-Parma (1770–1804)          | Maximilian von Sachsen (1759–1838) ⚭ 1792 Caroline von Bourbon-Parma (1770–1804)                           | Maximilian von Sachsen (1759–1838) ⚭ 1792 Caroline von Bourbon-Parma (1770–1804)                 |
| Maria Josepha von Sachsen                |                                                                                                  |                                                                                                  |                                                                                                  |                                                                                                  |                                                                                           |                                                                                           | |                                                                                                  |